# Liste der Städte in Arkansas

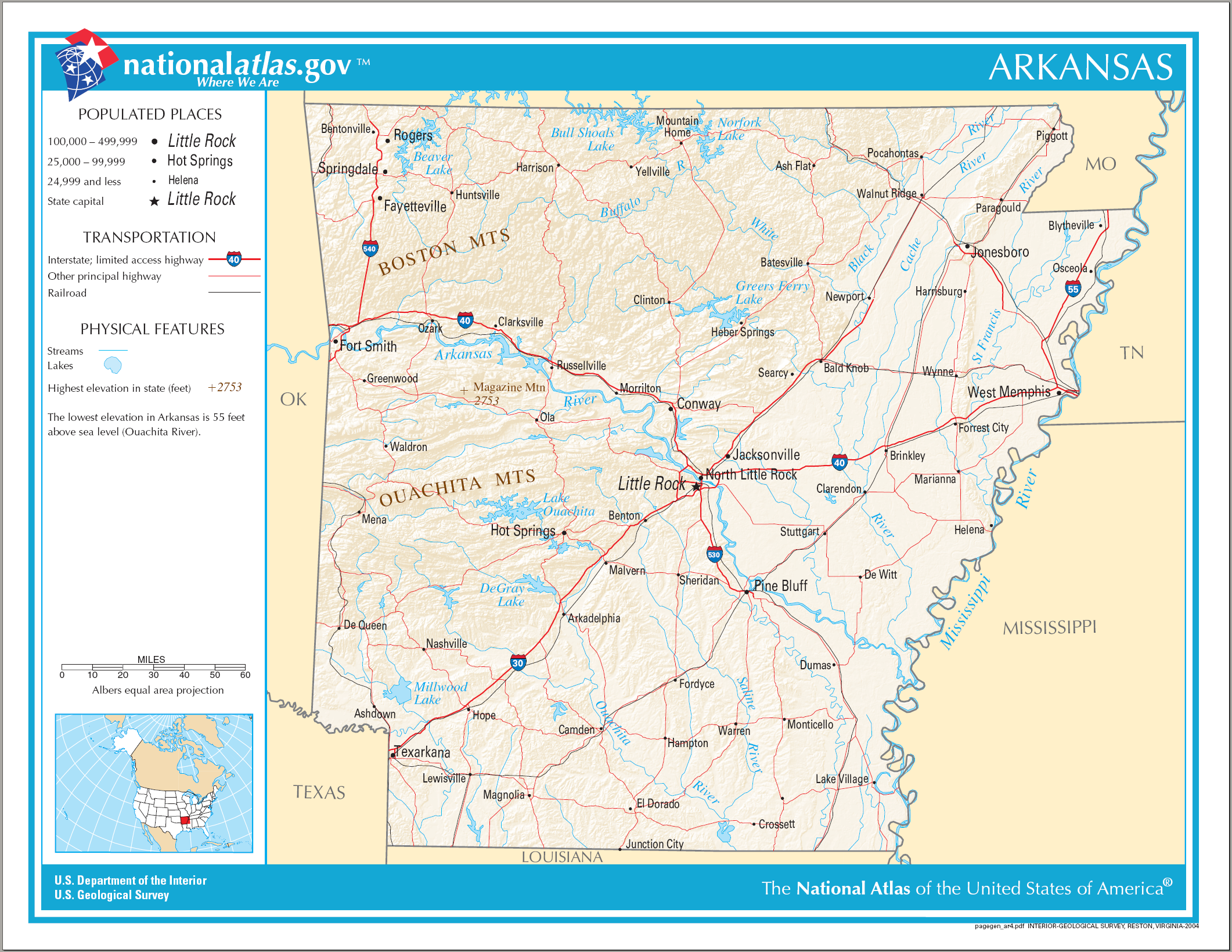
Karte von Arkansas

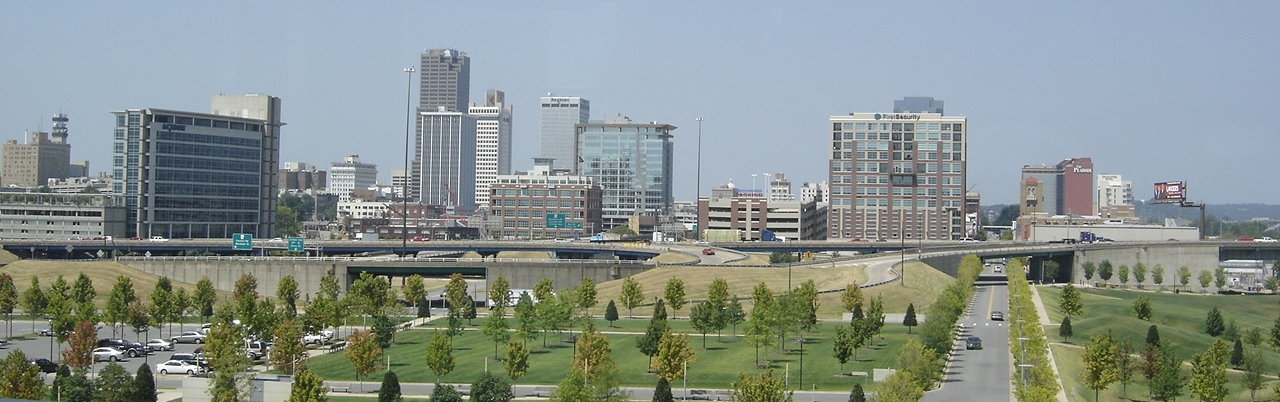
Little Rock, die größte Stadt und zugleich Hauptstadt von Arkansas

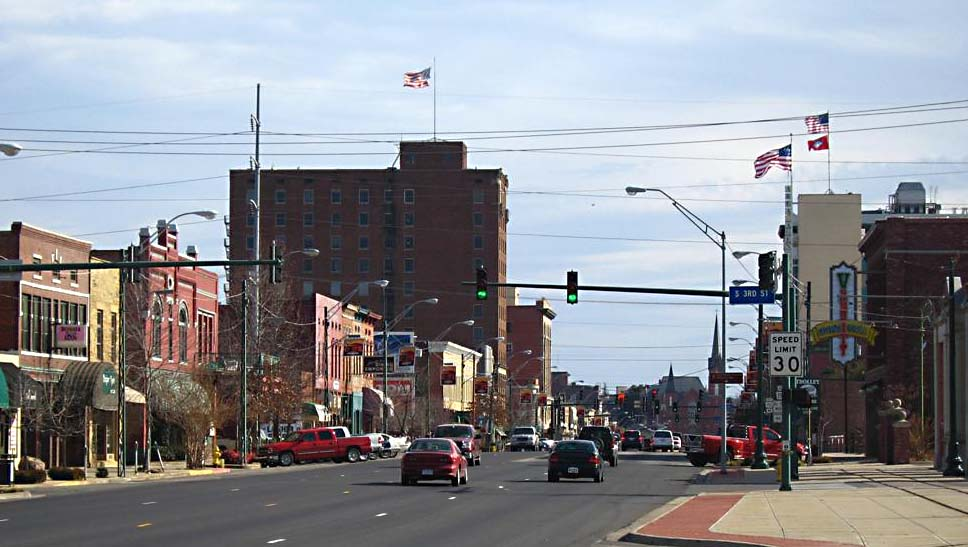
Fort Smith

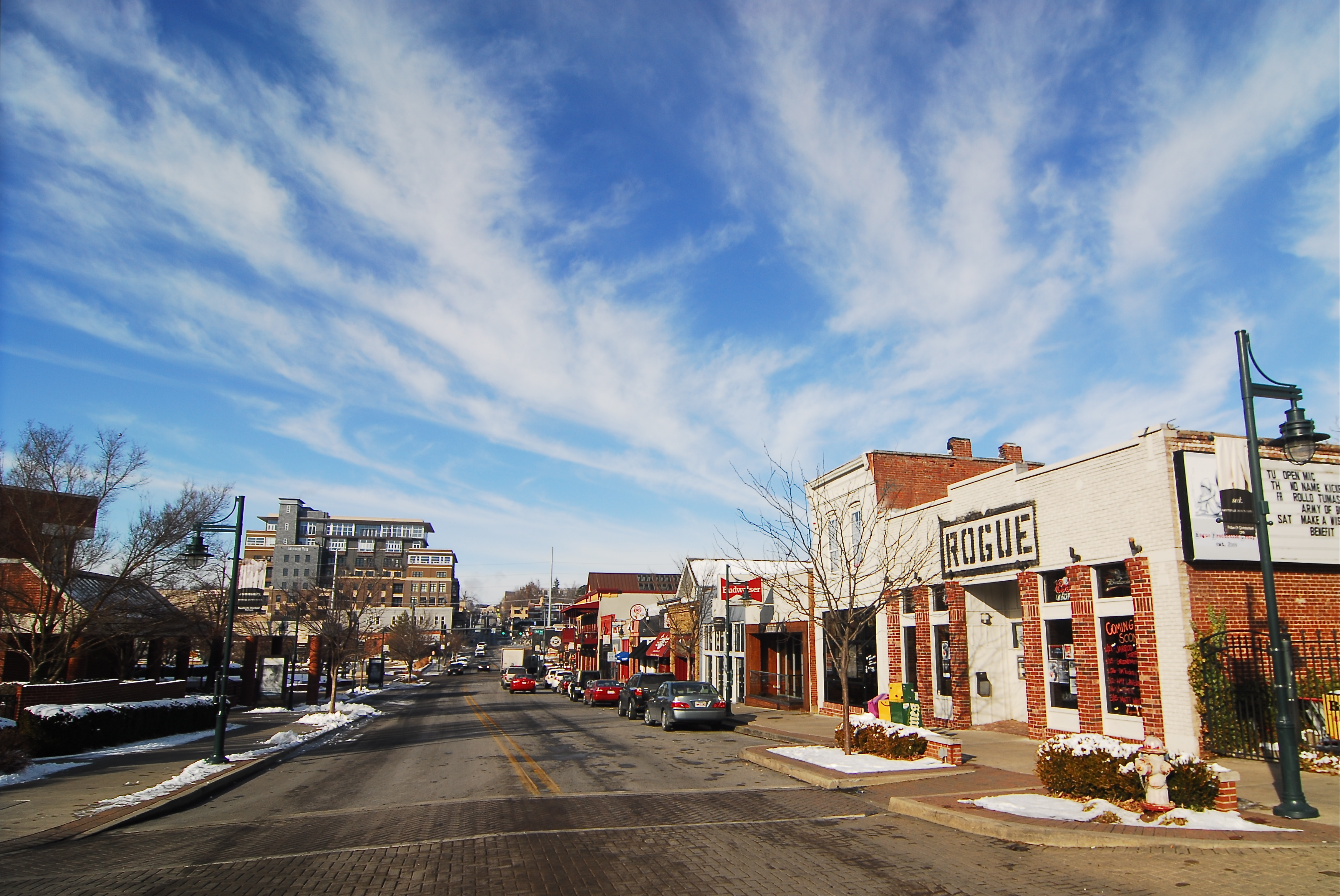
Fayetteville

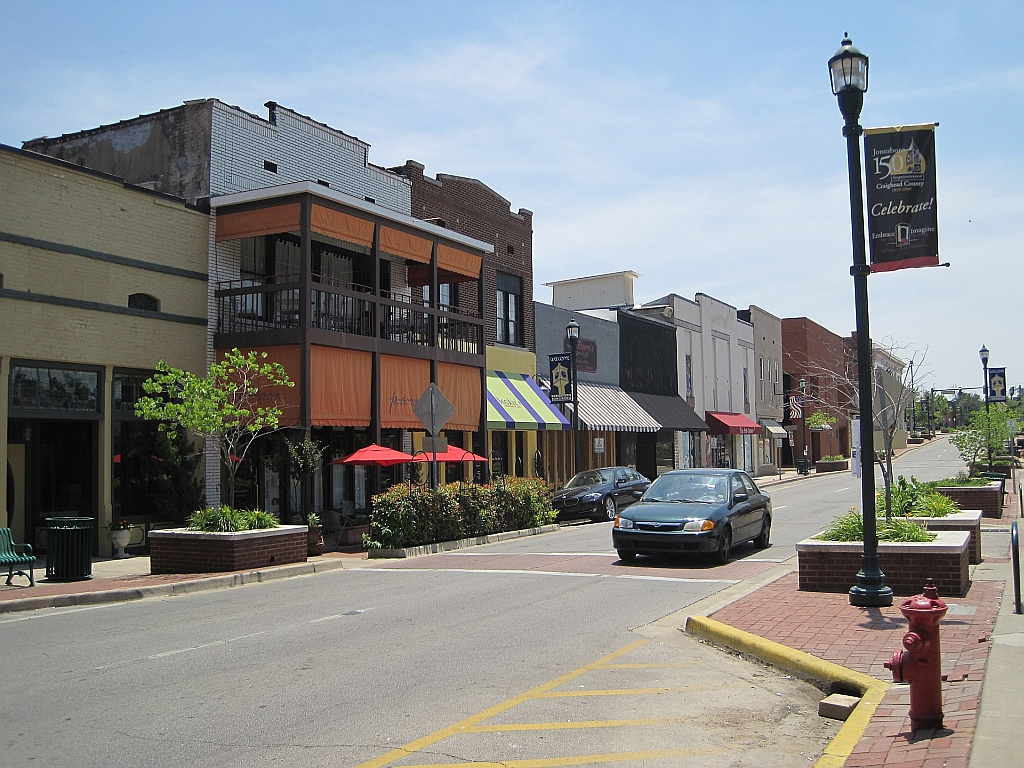
Jonesboro

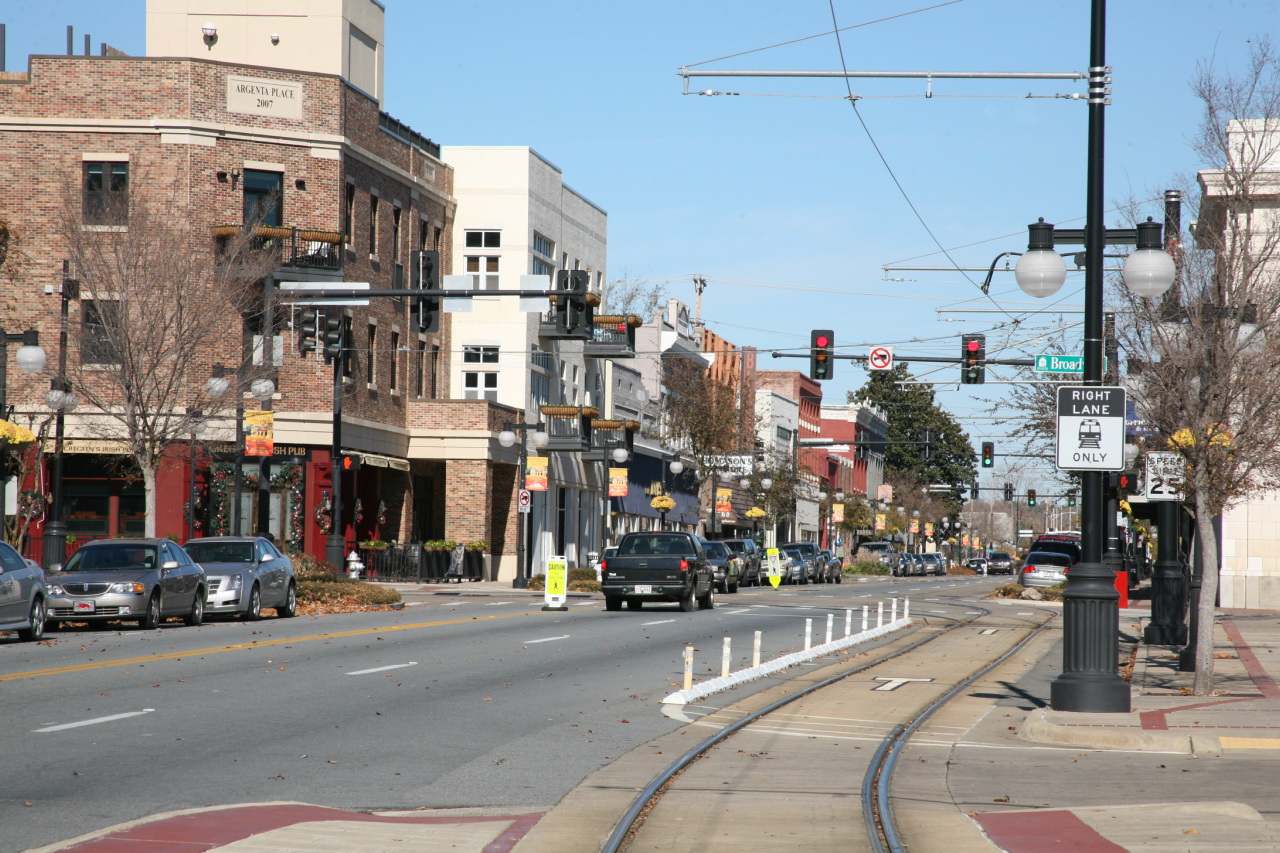
North Little Rock

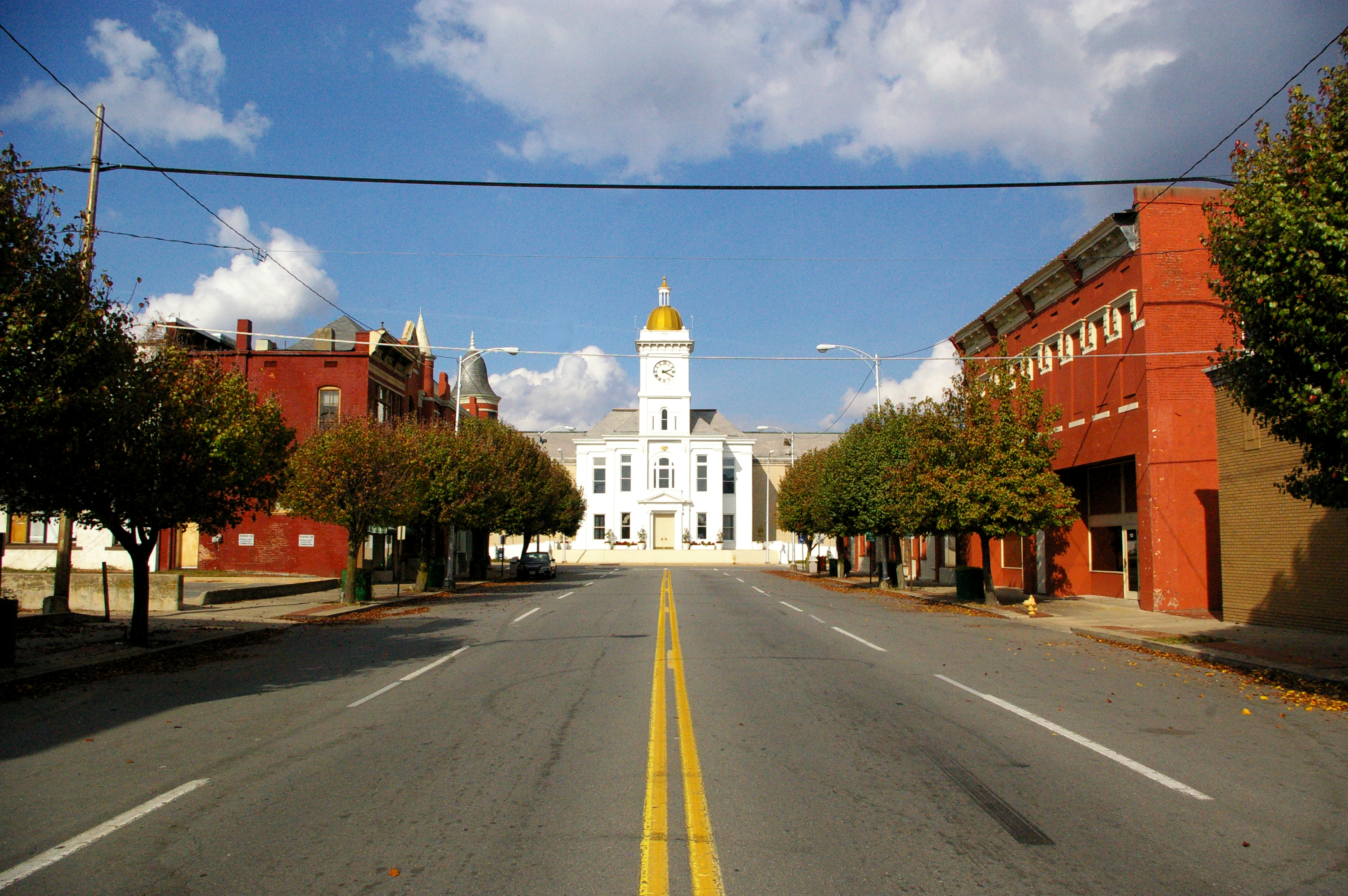
Pine Bluff

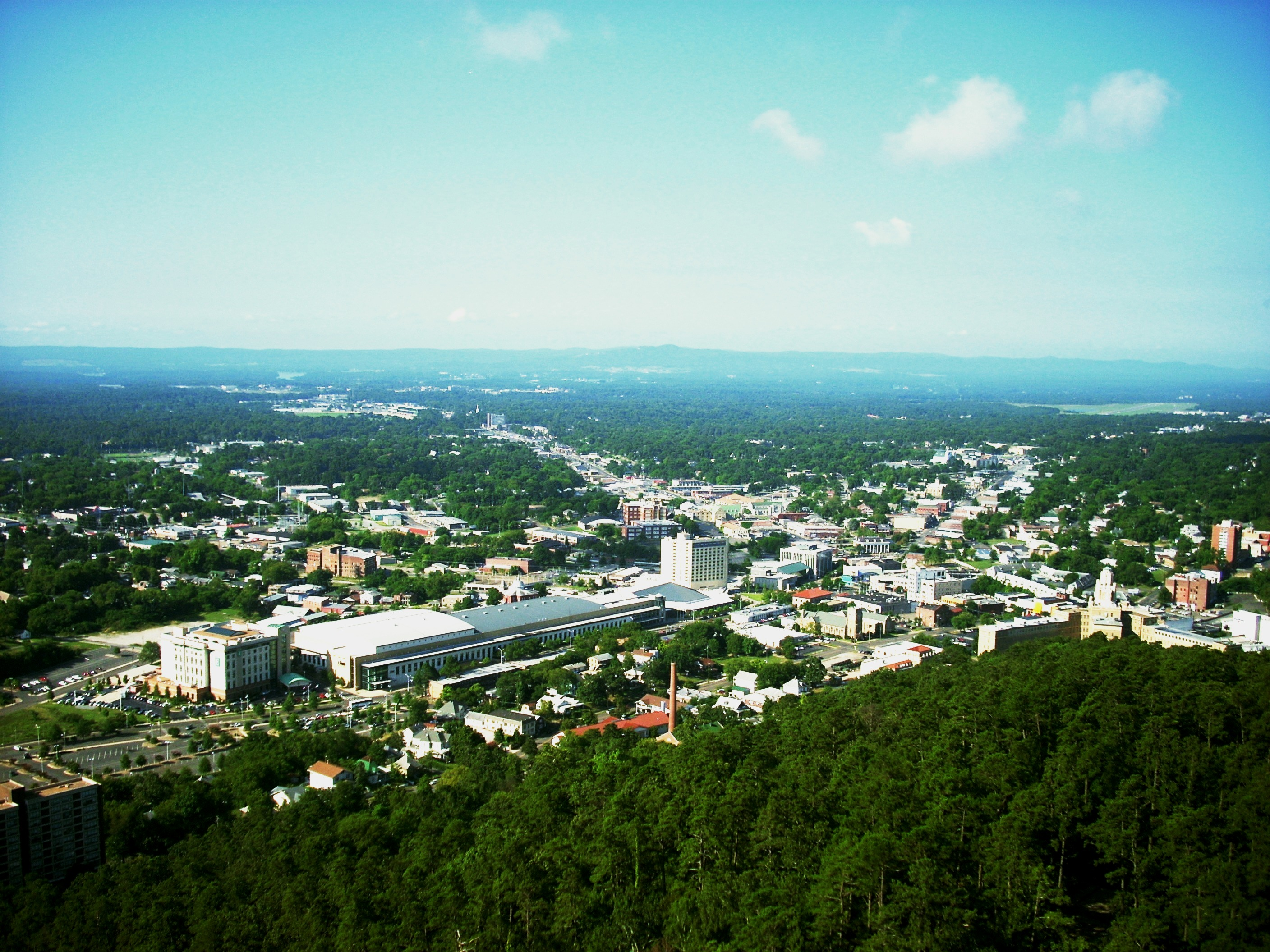
Hot Springs

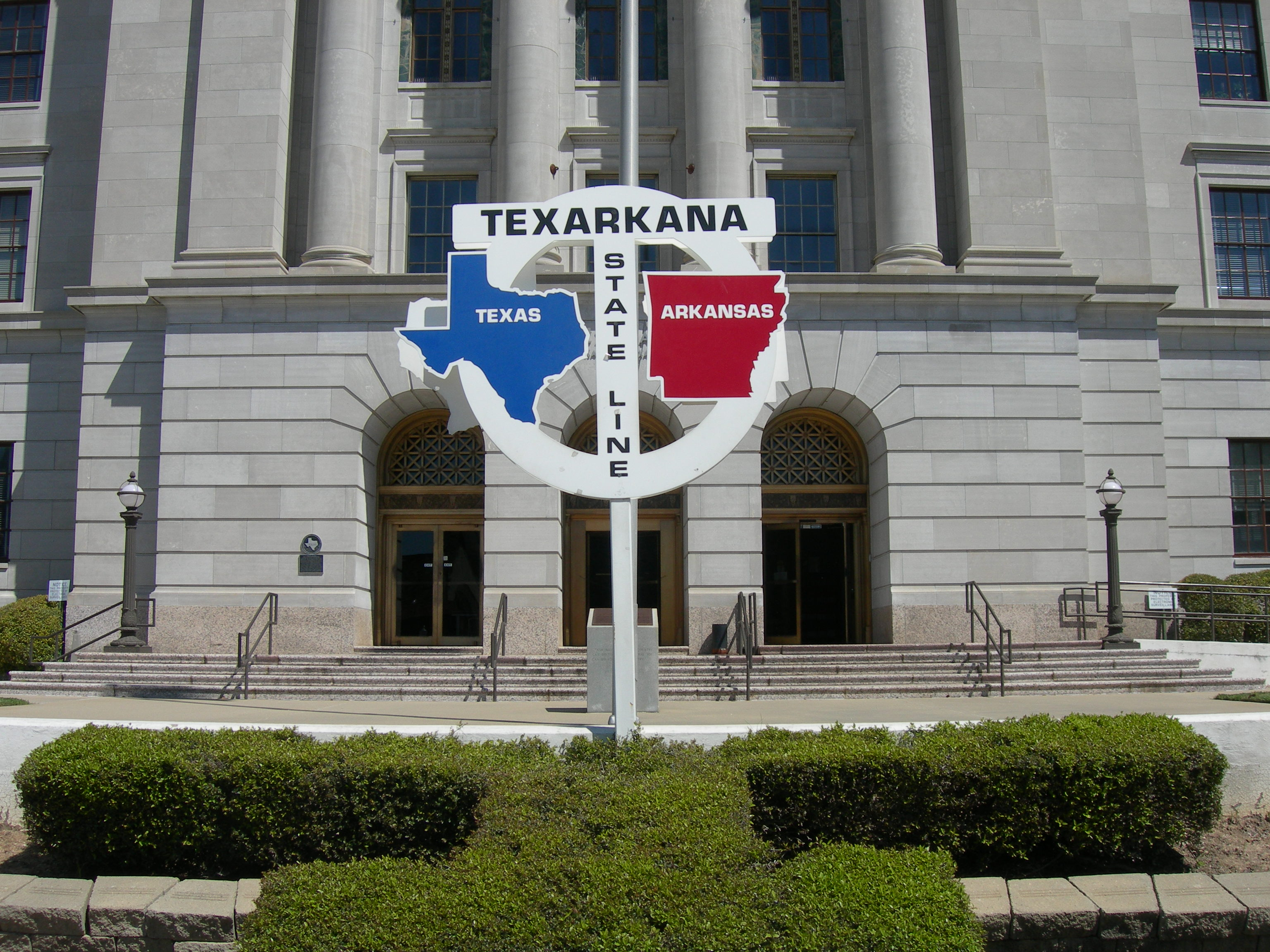
Texarkana

Die folgende Liste zeigt alle Kommunen und Siedlungen im US-amerikanischen Bundesstaat Arkansas. Sie enthält sowohl Citys und Towns als auch Census-designated places (CDP).
Die obere Tabelle enthält die Siedlungen, die bei der Volkszählung im Jahr 2020 mehr als 10.000 Einwohner hatten. Ebenfalls aufgeführt sind die Daten der vorherigen Volkszählung von 2000 und 2010. Die Rangfolge entspricht den Zahlen von 2020.
| Rang (2020) | Ort                 | Einwohner 2020 | Einwohner 2010 | Einwohner 2000 | Typ  | County(s)          |
| ----------- | ------------------- | -------------- | -------------- | -------------- | ---- | ------------------ |
| 1           | Little Rock         | 202.591        | 193.524        | 183.265        | City | Pulaski            |
| 2           | Fayetteville        | 93.949         | 73.580         | 59.120         | City | Benton, Washington |
| 3           | Fort Smith          | 89.142         | 86.209         | 80.408         | City | Sebastian          |
| 4           | Springdale          | 84.161         | 69.797         | 47.221         | City | Washington         |
| 5           | Jonesboro           | 78.576         | 67.263         | 55.517         | City | Craighead          |
| 6           | Rogers              | 69.908         | 56.104         | 39.483         | City | Benton             |
| 7           | North Little Rock   | 64.591         | 62.304         | 60.655         | City | Pulaski            |
| 8           | Conway              | 64.134         | 58.872         | 43.464         | City | Faulkner           |
| 9           | Bentonville         | 54.164         | 35.301         | 19.997         | City | Benton             |
| 10          | Pine Bluff          | 41.253         | 49.083         | 55.169         | City | Jefferson          |
| 11          | Hot Springs         | 37.930         | 35.193         | 35.966         | City | Garland            |
| 12          | Benton              | 35.014         | 30.681         | 22.902         | City | Saline             |
| 13          | Sherwood            | 32.731         | 29.523         | 25.786         | City | Pulaski            |
| 14          | Bella Vista         | 30.104         | 26.461         | 15.630         | Town | Benton             |
| 15          | Paragould           | 29.537         | 26.113         | 22.035         | City | Greene             |
| 16          | Jacksonville        | 29.477         | 28.364         | 29.949         | City | Pulaski            |
| 17          | Texarkana           | 29.387         | 29.919         | 27.856         | City | Miller             |
| 18          | Russellville        | 28.940         | 27.920         | 23.994         | City | Pope               |
| 19          | Cabot               | 26.569         | 23.776         | 15.278         | City | Lonoke             |
| 20          | West Memphis        | 24.520         | 26.245         | 27.672         | City | Crittenden         |
| 21          | Van Buren           | 23.218         | 22.791         | 19.018         | City | Crawford           |
| 22          | Searcy              | 22.937         | 22.858         | 19.363         | City | White              |
| 23          | Bryant              | 20.663         | 16.688         | 11.894         | City | Saline             |
| 24          | Maumelle            | 19.251         | 17.163         | 10.631         | City | Pulaski            |
| 25          | Centerton           | 17.792         | 9.584          | 2.770          | City | Benton             |
| 26          | El Dorado           | 17.756         | 18.896         | 21.509         | City | Union              |
| 27          | Siloam Springs      | 17.287         | 15.039         | 10.967         | City | Benton             |
| 28          | Hot Springs Village | 15.861         | 12.807         | -              | CDP  | Garland, Saline    |
| 29          | Marion              | 13.752         | 12.345         | 8.970          | City | Crittenden         |
| 30          | Blytheville         | 13.406         | 15.620         | 18.274         | City | Mississippi        |
| 31          | Harrison            | 13.069         | 12.943         | 12.260         | City | Boone              |
| 32          | Forrest City        | 13.015         | 15.371         | 14.808         | City | St. Francis        |
| 33          | Mountain Home       | 12.825         | 12.448         | 11.064         | City | Baxter             |
| 34          | Batesville          | 11.191         | 10.248         | 9.501          | City | Independence       |
| 35          | Magnolia            | 11.162         | 11.577         | 11.766         | City | Columbia           |
| 37          | Malvern             | 10.867         | 10.318         | 9.050          | City | Hot Spring         |
| 38          | Camden              | 10.612         | 12.183         | 13.154         | City | Ouachita           |
| 39          | Arkadelphia         | 10.380         | 10.714         | 10.918         | City | Clark              |

Weitere Siedlungen in Arkansas in alphabetischer Reihenfolge:
| - Alma - Ashdown - Bald Knob - Barling - Beebe - Berryville - Bismarck - Bono - Booneville - Brinkley - Bull Shoals - Calico Rock - Cherokee Village - Clarendon - Clarksville - Clinton - Corning - Cotter - Crossett - Dardanelle - De Queen - Diamond City - Dogpatch - Dover - Dumas - East End - Edgemont - Elaine - Elizabeth - Eudora - Eureka Springs - Evening Shade - Farmington - Flippin | - Fordyce - Fox - Gamaliel - Garfield - Gassville - Gateway - Gentry - Gillett - Glenwood - Gosnell - Green Forest - Greenbrier - Greenwood - Greers Ferry - Hamburg - Hampton - Hardy - Harrisburg - Haskell - Heber Springs - Helena-West Helena - Henderson - Higginson - Holiday Island - Horseshoe Bend - Hope - Hoxie - Huntsville - Imboden - Jasper - Jessieville - Johnson - Kirby | - Lake Village - Lakeview - Landmark - Leachville - Lead Hill - Lincoln - Lonoke - Lowell - Mammoth Spring - Marianna - Marion - Marked Tree - Marshall - McGehee - Melbourne - Mena - Midway - Monticello - Morrilton - Modoc - Mountain View - Mountainburg - Mt Ida - Mulberry - Murfreesboro - Nashville - Newport - Norfork - Oark - Ola - Omaha - Osceola - Ozark - Paris | - Pea Ridge - Perryville - Piggott - Piney - Pocahontas - Prairie Grove - Prescott - Pyatt - Ravenden - Rector - Rockwell - Royal - Salem - Sheridan - St. Joe - Star City - Story - Stuttgart - Trumann - Tuckerman - Vilonia - Waldron - Walnut Ridge - Ward - Warren - West Fork - White Hall - Winslow - Wynne - Yellville |